# Moss (localitate)
Moss este o localitate din comuna Moss și Rygge și Vestby, provincia Østfold, Akershus, Norvegia, cu o suprafață de 20,97 km² și o populație de 44.449 locuitori (2013).